# Мужская сборная Сент-Люсии по баскетболу 3×3
Мужская сборная Сент-Люсии по баскетболу 3×3 представляет Сент-Люсию на международных соревнованиях по баскетболу 3×3. Управляющим органом является Федерация баскетбола Сент-Люсии (исп. St. Lucia Basketball Federation).
По состоянию на 13 сентября 2024, мужская сборная Сент-Люсии по баскетболу 3×3 занимает 110-е место в мировом рейтинге ФИБА мужских сборных по баскетболу 3×3.

## Результаты выступлений
| Турнир                           | Золото | Серебро | Бронза | Всего |
| -------------------------------- | ------ | ------- | ------ | ----- |
| Чемпионат Америки (3×3 AmeriCup) | —      | —       | —      | —     |
| Итого                            | —      | —       | —      | —     |

### Чемпионат Америки по баскетболу 3×3 (AmeriCup)
| Год         | Место          | Игры           | Победы         | Поражения      | Состав команды                                                         |
| ----------- | -------------- | -------------- | -------------- | -------------- | ---------------------------------------------------------------------- |
| Майами 2021 | 8              | 3              | 1              | 2              | Sharmoir Baptiste, Marcian Calderon, Troy Louison, Keegan Preville     |
| Майами 2022 | 10             | 2              | 0              | 2              | Sharmoir Baptiste, Andre Jessie Louison, Troy Louison, Keegan Preville |
| 2023        | не участвовали | не участвовали | не участвовали | не участвовали | не участвовали                                                         |